# Philippe de la Très Sainte Trinité
Ne doit pas être confondu avec Philippe de la Trinité.
Philippe de la Très Sainte Trinité, de son nom séculier Esprit Julien, né le 19 juillet 1603 à Malaucène dans le Comtat Venaissin en Provence et mort le 28 février 1671 à Naples, est un carme déchaux français, théologien et missionnaire du XVIIe siècle.

## Biographie
Esprit Julien est né à Malaucène dans le Comtat Venaissin le 19 juillet 1603. Il entre dans l'ordre des Carmes déchaux en 1620 à Lyon où il reçoit de nom de Philippe de la Très Sainte Trinité. Il étudie ensuite à Paris puis à Rome.
En 1629, il est envoyé par le cardinal Barberini en Terre sainte et en Perse à Ispahan puis à Bassora où il apprend le Perse et l'Arabe. Il se rend ensuite aux Indes. Il enseigne la théologie à Goa où il rencontre Pierre Berthelot. Il y est élu prieur du couvent des Carmes. Après un court retour à Rome en 1639, il retourne en Orient où il parcourt la Syrie, la Mésopotamie, la Chaldée, l'Arménie et une partie de la Médie. Il visite notamment la Montagne du Carmel et séjourne au monastère Saint-Élisée du Mont-Liban.
De retour en occident, il gouverna plusieurs couvents de son ordre jusqu'à ce qu'il soit élu général le 25 avril 1665 à Rome.
Il meurt à Naples le 28 février 1671.

## Œuvres
Philippe de la Très Sainte Trinité est principalement l'auteur d'ouvrages théologiques et philosophiques mais également d'un carnet de voyage en Orient :
- 1648 - Summa philosophica[5]
- 1649 - Itinerarium orientale[6] (Edition en français de 1652 : Voyage d'Orient du Révérant Père Philippe de la Très Sainte Trinité)[4].
- 1653 - Summa theologiae thomisticae[7]
- 1656 - Historia carmelitani ordinis[8]
- 1656 - Summa theologiae mysticae[9]
- 1659 - Historia V.P. Dominici a Jesu Maria[10]
- 1665 - Decor Carmeli religiosi[11]
- 1665 - Theologia carmelitana[12]

## Sources
Cette biographie est très largement inspirée de celle écrite en 1786 par Claude-François Achard dans son dictionnaire de la Provence et du Comté-Venaissin.